# Raïon Osnoviansky
Le raïon Osnoviansky (en ukrainien : Основ'янський район) est un raïon (district) urbain de Kharkiv, la capitale de l'oblast de Kharkiv.

## Situation
Il englobe des territoires dans le sud de la ville de Kharkiv.

## Lieux d’intérêt
La Place de la Constitution.

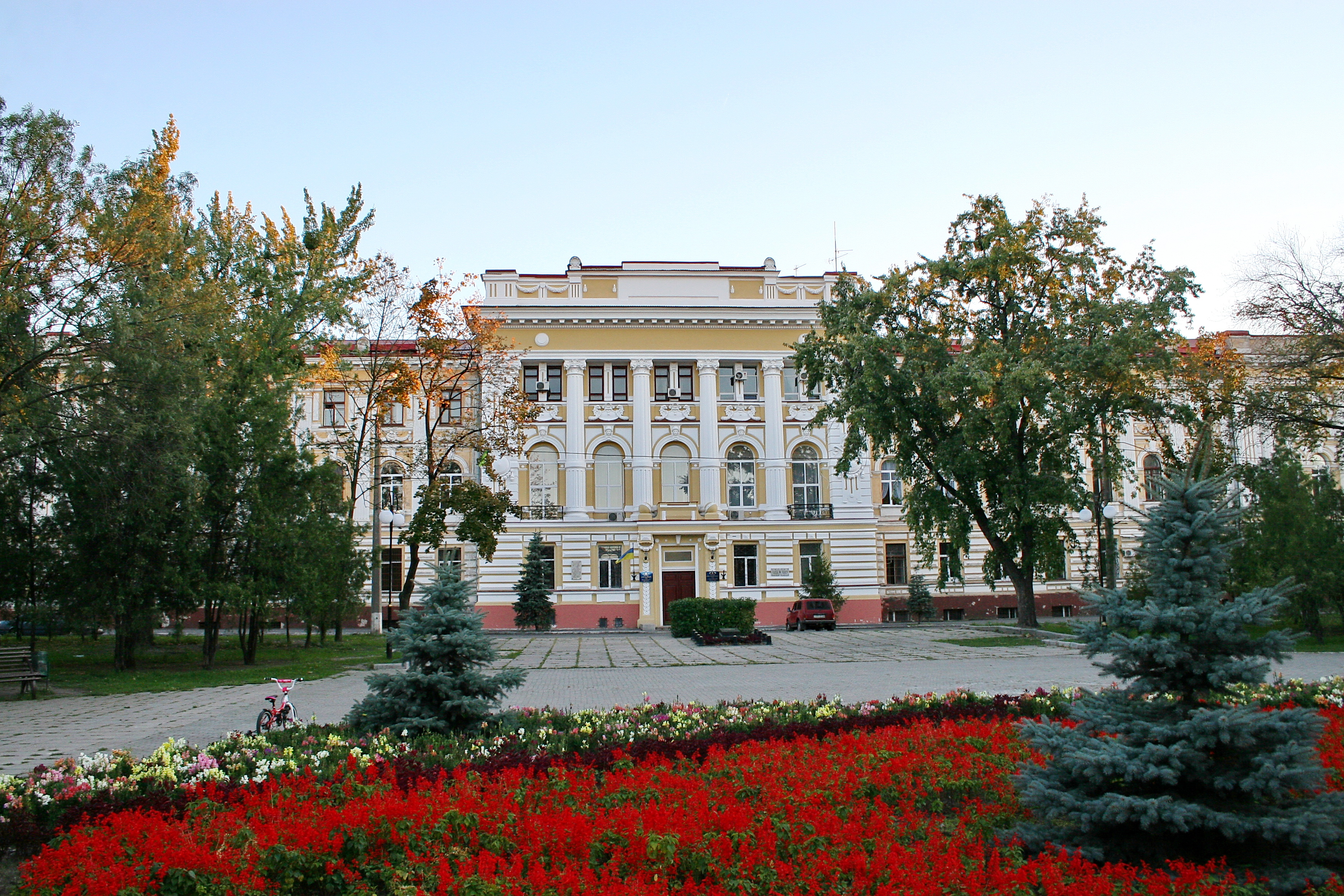
bâtiment des institutions judiciaires, classé[1].
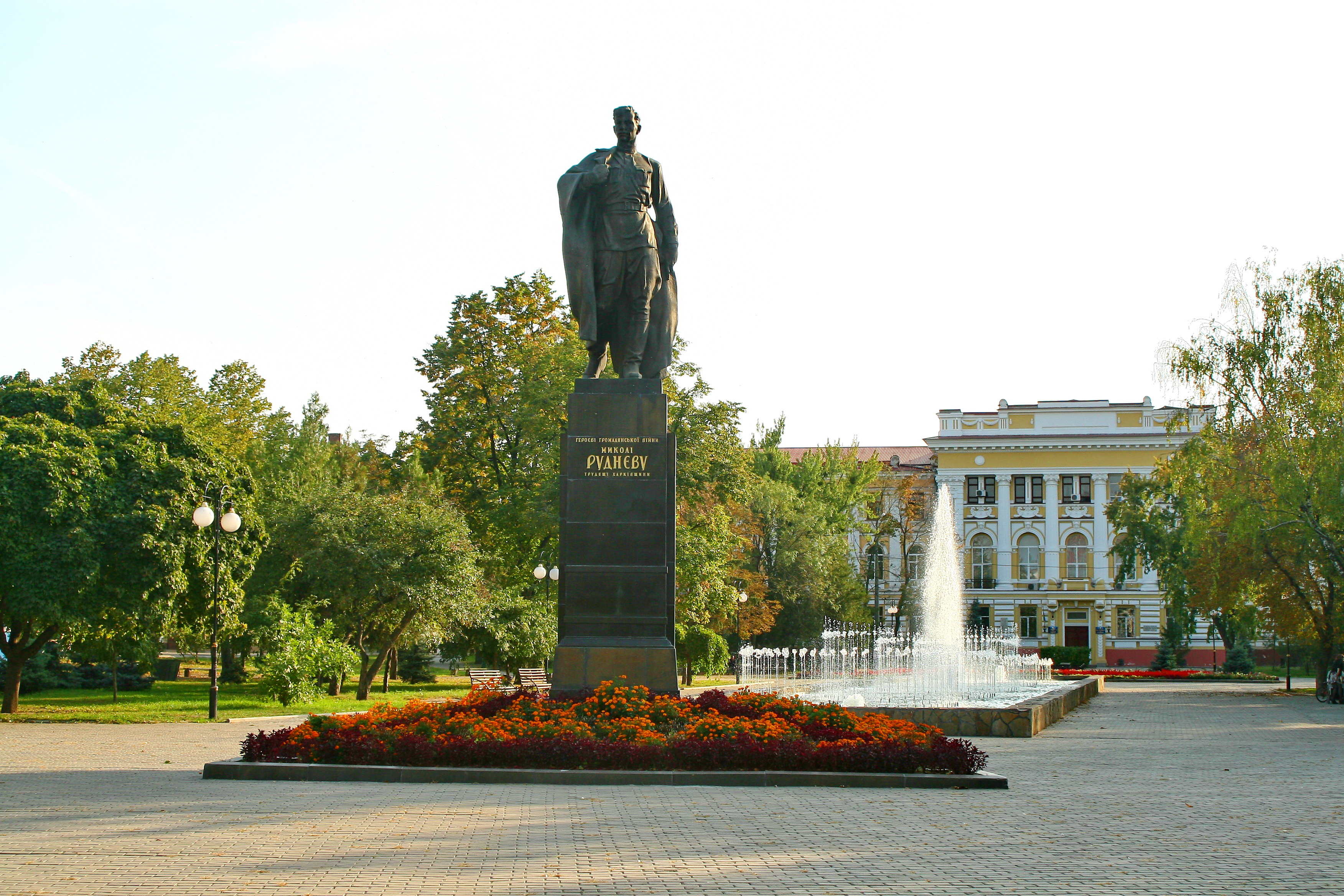
statue de Nikolaï Roudnev, classé[2].
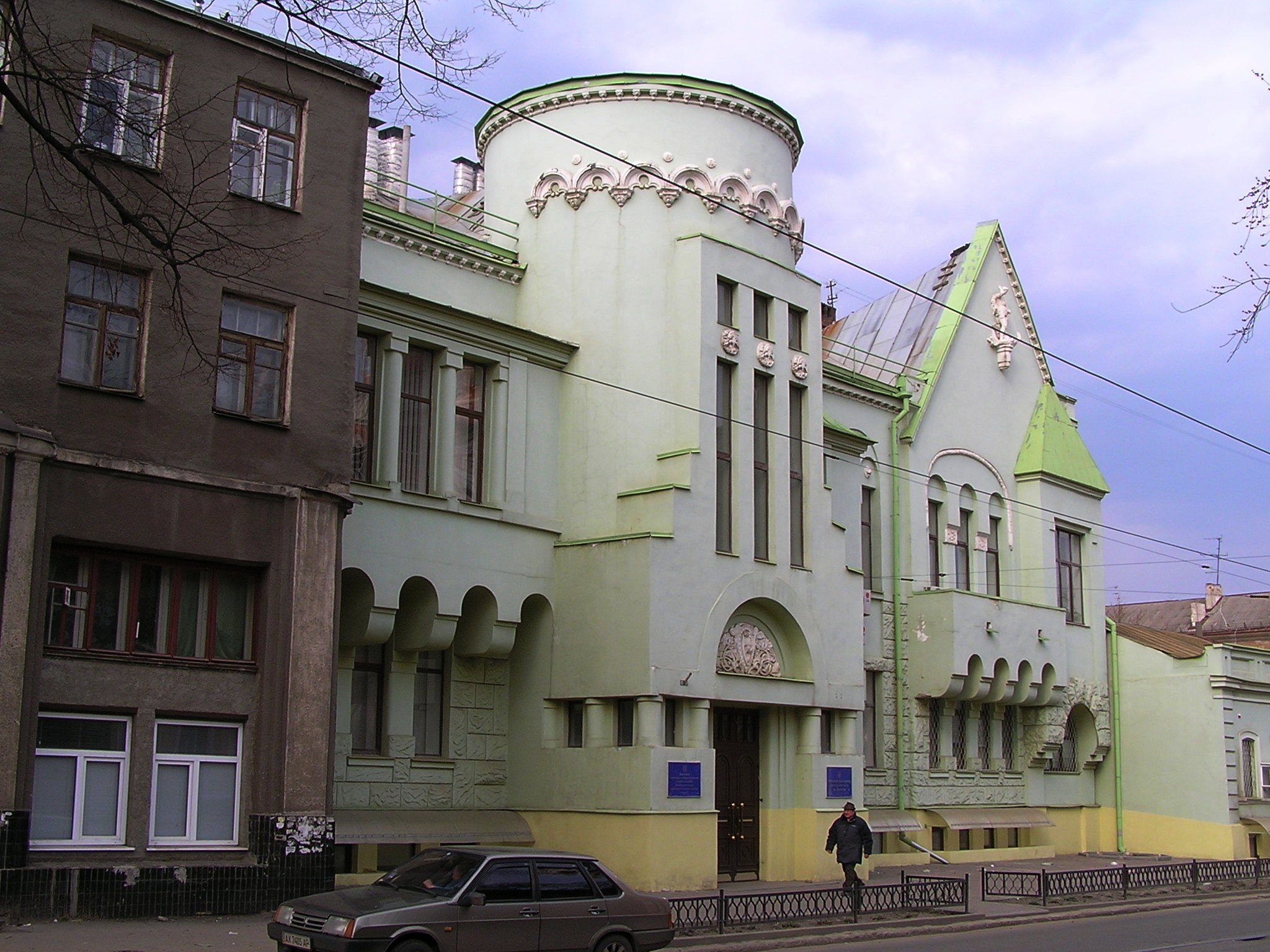
Manoir, classé[3].
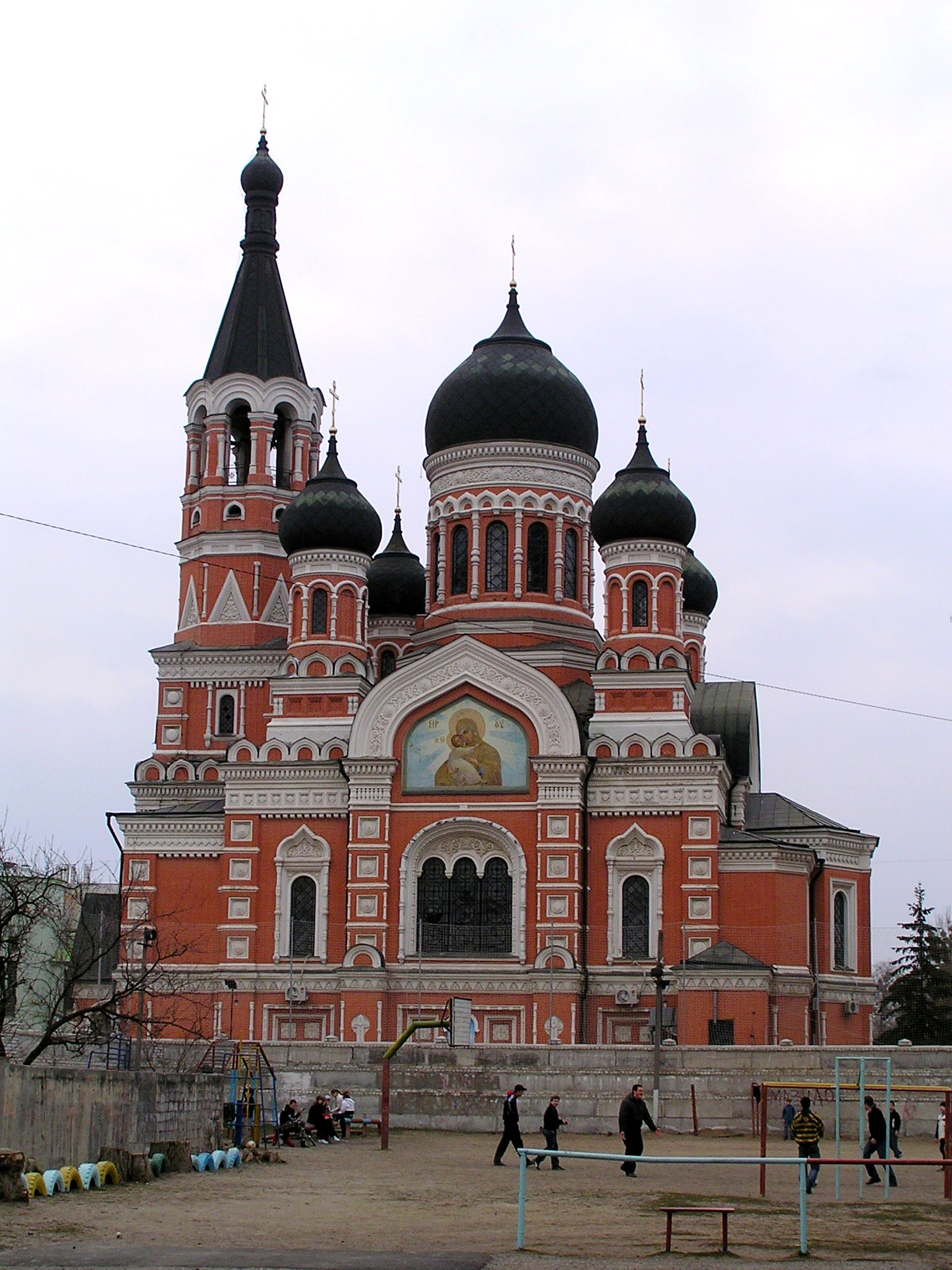
L'église des Trois Saints, classée[4].
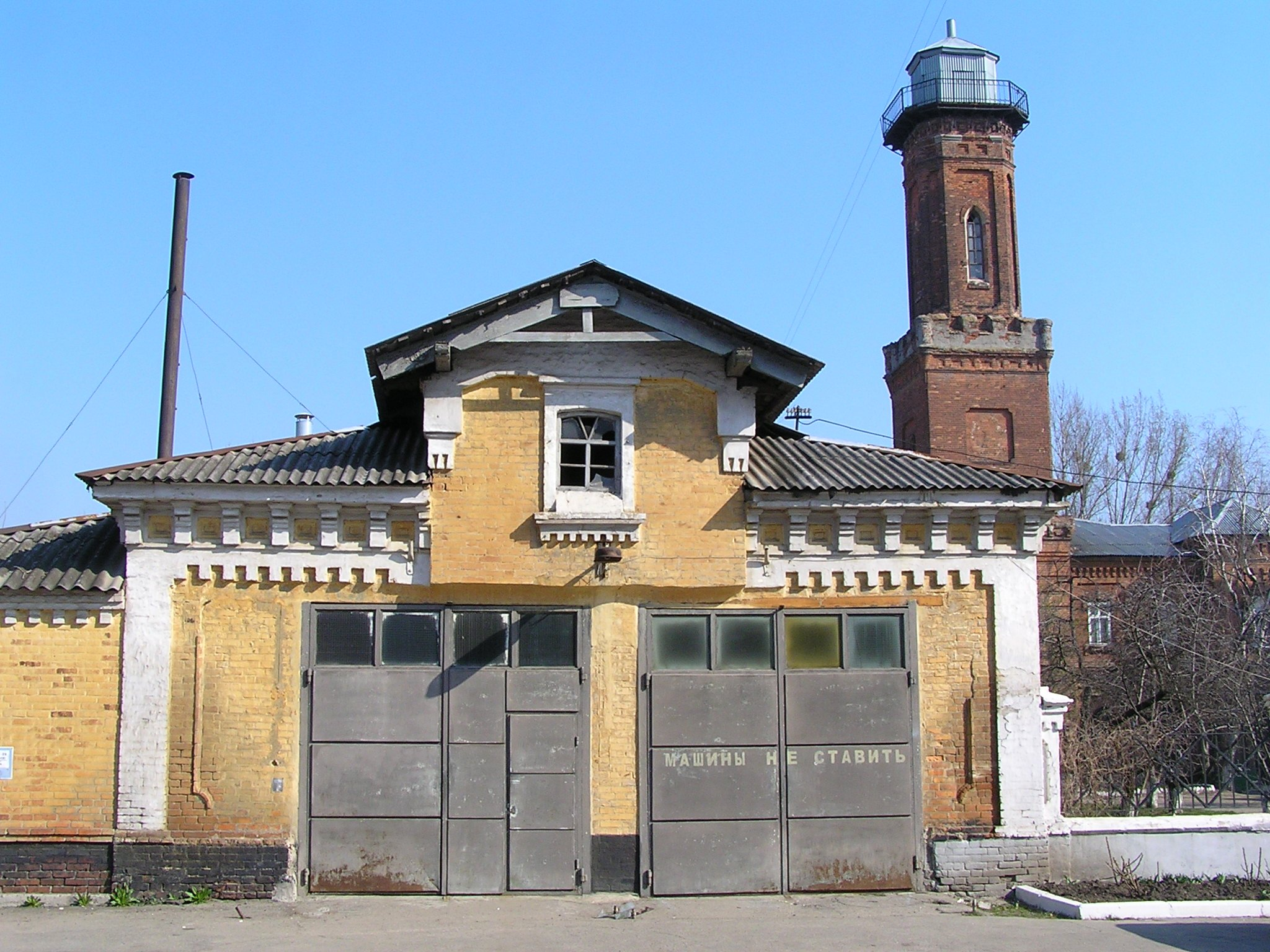
Caserne de pompiers, classée[5].
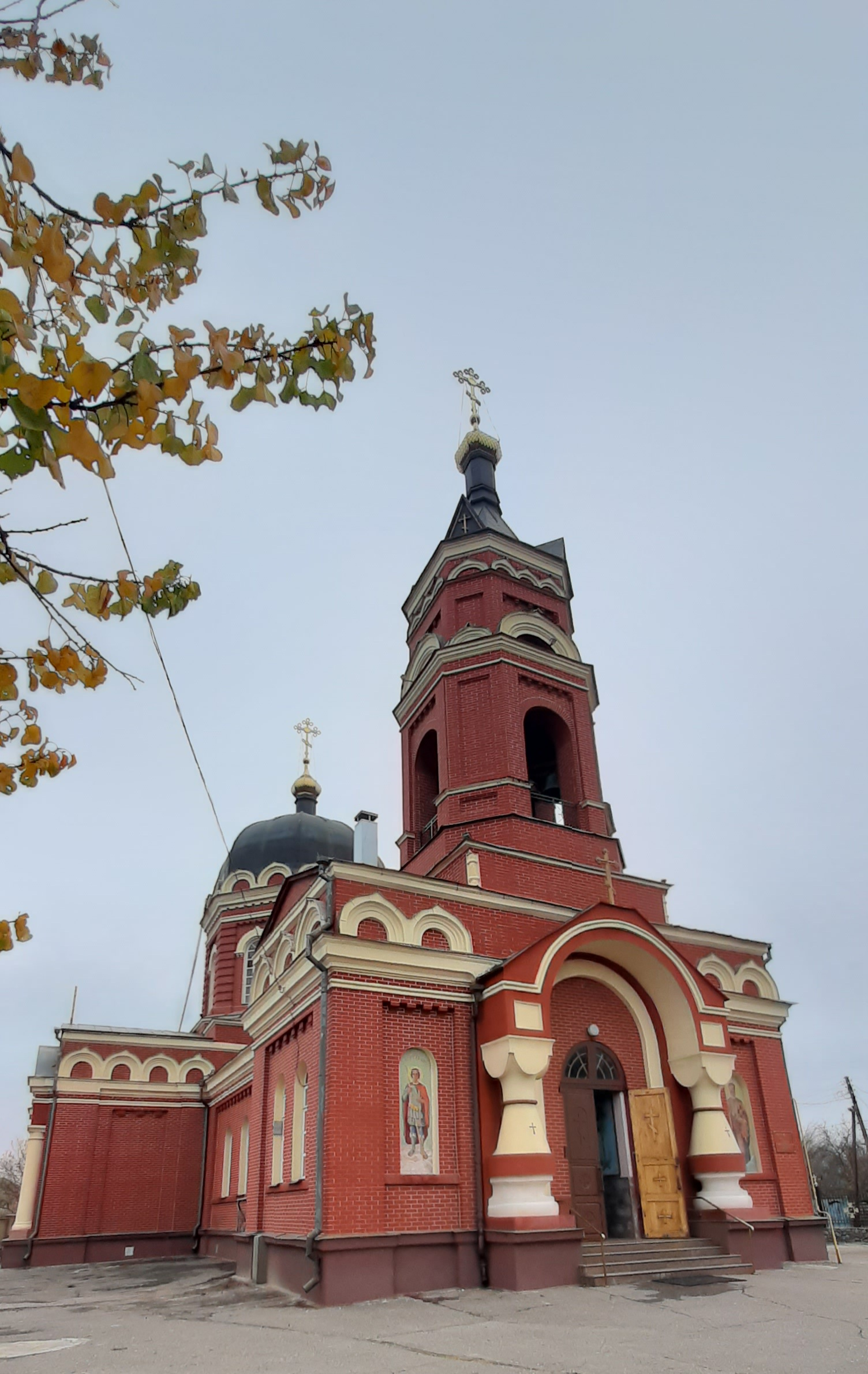
L'église Saint-Nicolas, classée[4].
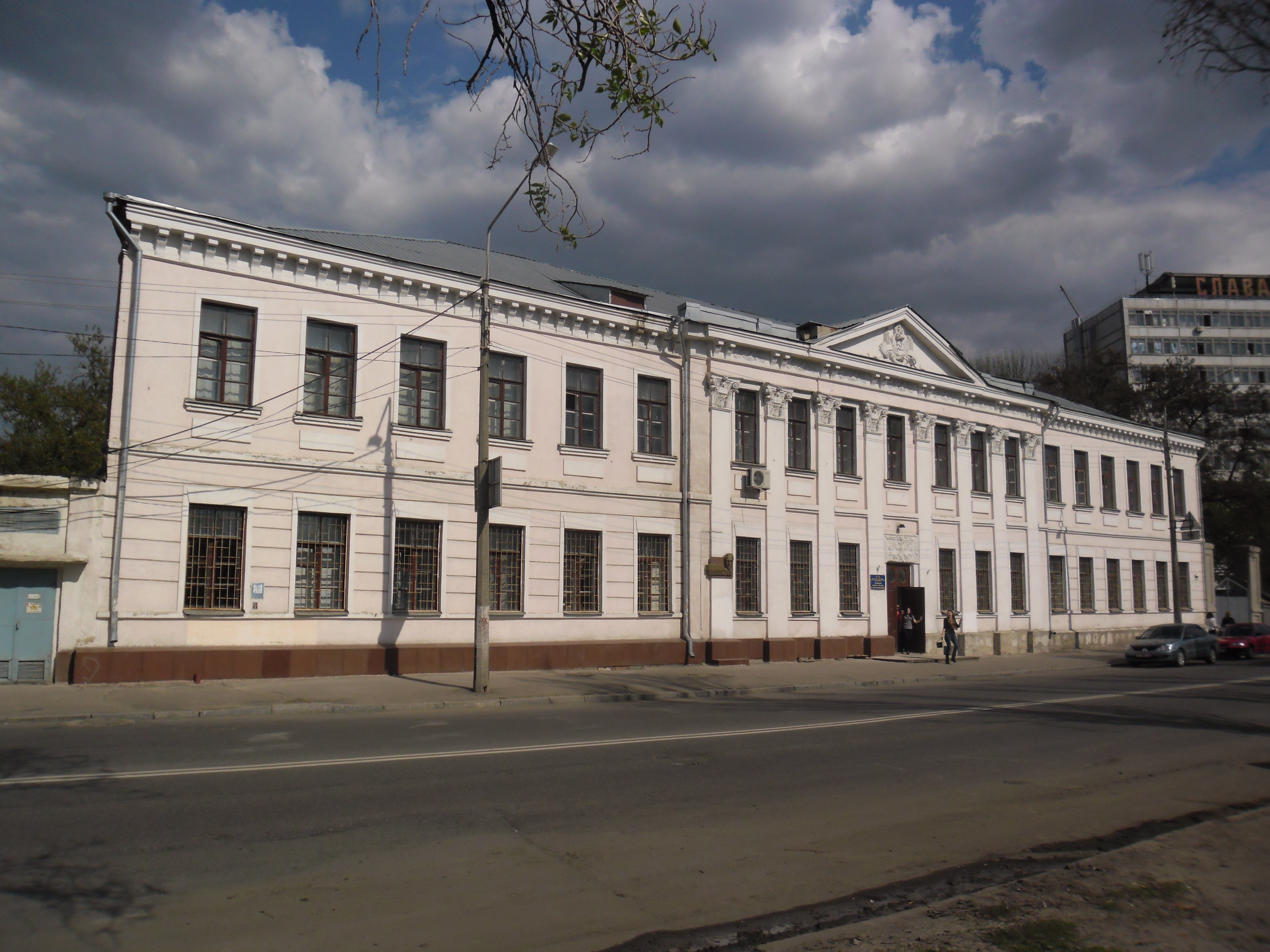
Maison de Dmitry Karbychev, classés[6].